# William Parsons, Bá tước thứ 3 xứ Rosse
William Parsons, Bá tước thứ 3 xứ Rosse (1800-1867) là nhà thiên văn học người Ireland. Ông đã quan sát tinh vân Con Cua tại lâu đài Birr những năm 1840, và đặt tên cho nó là như trên bởi vì hình vẽ của ông về tinh vân giống với hình ảnh một con cua. Năm 1845, ông đã hoàn tất việc xây dựng chiếc kính thiên văn phản xạ quang học 72 inches tại Lâu đài Birr ở Parsonstown, Ireland. Nhờ chiếc kính này, Bá tước Rosse đã phát hiện ra Thiên hà Xoáy Nước có hình xoắn ốc, quan sát thiên hà Chong Chóng và phác lại hình ảnh của nó và khám phá ra một số đặc điểm đặc trưng của các thiên hà elip và thiên hà xoắn ốc. Ông còn liệt kê 14 thiên hà xoắn ốc vào năm 1850. 